# Emma van Italië

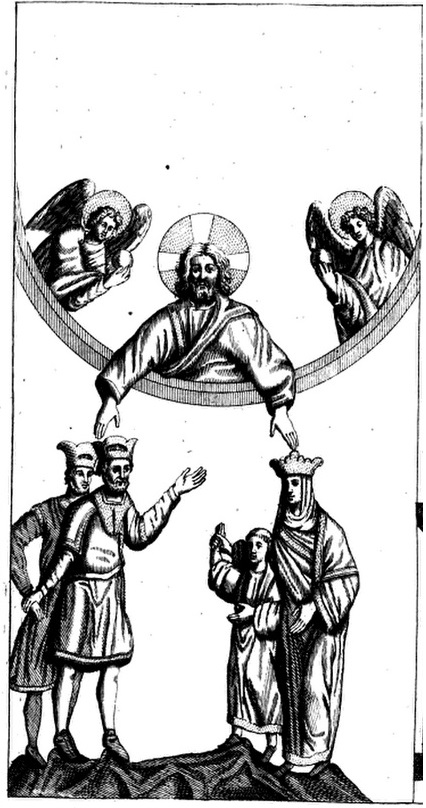
Voorstelling uit het verloren gegane Libellus precum van Saint Rémi van Emma van Italië. Christus kroont links Lotharius van Frankrijk met hun zoon Lodewijk (V) naast zich en rechts Emma van Italië, met hun zoon Otto (als kanunnik) naast zich.

Emma van Italië (tussen 948 en 951 - 2 november kort na 988) was de dochter van koning Lotharius II van Italië en was door haar huwelijk met koning Lotharius van West-Francië koningin van West-Francië.
Emma was het enige kind uit het huwelijk van koning Lotharius II van Italië (van 947 tot 950) met Adelheid, dochter van koning Rudolf II van Bourgondië en zus van koning Koenraad van Bourgondië, dat in 947 voor 27 juni plaatsvond. We weten niet haar precieze geboortedatum, maar doordat haar vader op 22 november 950 overleed, kunnen we haar geboorte tussen deze twee data situeren. Berengarius II, die zich tot nieuwe koning van Italië uitriep en die ervan verdacht werd Lotharius II te hebben vergiftigd, wilde Lotharius' weduwe uithuwelijken aan zijn zoon Adelbert. Adelheid weigerde en stuurde een bericht voor hulp naar keizer Otto I, die in 951 Noord-Italië bezette en in oktober of november 951 traden Otto I en Adelheid in het huwelijk. Emma groeide hierdoor op aan het Ottoonse keizerlijke hof en zou hier ook leren lezen en schrijven.
Het was mogelijk in juni 965, tijdens de feestelijk terugkeer van Otto I na zijn veldtocht in Italië in Keulen, dat Emma met koning Lotharius I van West-Francië werd verloofd. Het koppel trad vermoedelijk eind 965 of begin 966 in het huwelijk. Het paar zou twee kinderen krijgen:
- Lodewijk (966/967 - 21/22 mei 987), die zijn vader zou opvolgen als Lodewijk V;[5]
- Otto (- 13 november voor 986), kanunnik van de kathedraal van Reims[6]

Net als haar moeder zou Emma een politieke rol opnemen. Zo zou zij het zijn die in 980 het huwelijk tussen haar zoon en Adelheid van Anjou, de weduwe van Raymond van Toulouse, zou regelen. Dit huwelijk zou evenwel al in 982 op de klippen lopen. En in februari 985 vertrouwde Lotharius haar de verdediging van de door hem veroverde stad Verdun toe.
Zij nam zoals andere koninginnen voor haar de interne administratie van het paleis ten dele op zich en overzag de ontvangst van afgiften van vazallen. Zij werd echter rond 977 door haar schoonbroer Karel ervan beschuldigd een ongepaste relatie te hebben met de pas aangestelde bisschop Adalbero van Laon. Een synode, onder leiding van aartsbisschop Adalbero van Reims, sprak hen evenwel vrij en Karel werd verbannen. Hij werd in 977 door keizer Otto II tot hertog van Neder-Lotharingen benoemd en kwam hierdoor in het kamp van de Ottonen, die vijanden van koning Lotharius waren. Bovendien beloofde Otto hem ook te steunen om koning van West-Francië te worden.
Daarop stak Lotharius in 978, met Hugo Capet aan zijn zijde, de Maas over en plunderde de Akense koningspalts. In de herfst van dat jaar ging Otto in de tegenaanval. Karel riep zichzelf in Laon uit tot koning maar kreeg nauwelijks steun van de adel. Daarna belegerden Otto en Karel Parijs en wisten ze tot aan de rivier de Aisne te komen, waar ze door Hugo Capet tot staan werden gebracht. In 980 werd de vrede tussen Otto en Lotharius getekend te Margut-sur-Chiers.
Door de pro-Ottoonse opvattingen van bisschop Adalbero van Reims beschuldigde Lotharius hem van hoogverraad, maar voor het tot een uitspraak kwam, werd de rechtbank door Hugo Capet ontbonden. Twee weken later, op 2 maart 986, overleed Lotharius te Laon.
Haar zoon Lodewijk besteeg nu de troon als Lodewijk V en Emma slaagde er aanvankelijk in de touwtjes aan het hof in handen te houden. Maar in de zomer van 986 was er een ommekeer: Lodewijk zou met zijn moeder in conflict komen en haar zelfs beschuldigen een relatie te hebben gehad met bisschop Adalbero van Laon. Haar tegenstanders zwaaiden nu de plak aan het hof en Emma moest het hof verlaten en zocht haar toevlucht bij Hugo Capet. Adalbero, die zich nu in een hachelijke situatie bevond, besloot zijn bisschopszetel tijdelijk te verlaten en naar zijn kastelen aan de Maas te gaan, die tot de Ottoonse invloedssfeer behoorden. Dit werd door Lodewijk als hoogverraad gezien: hij wou Adalbero straffen en begon daarop - met de steun van Hugo Capet - met de belegering van Reims. Teneinde een einde te maken aan de belegering en het conflict eens en voor altijd te beslechten, werd besloten om een vergadering bijeen te roepen in Compiègne om over Adalbero te oordelen. Lodewijk zou echter kort daarop opnieuw van mening zijn veranderd en een verzoening met Adalbero hebben nagestreefd. Er was daarenboven in het voorjaar van 987 ook een vredesconferentie met Otto III of zijn moeder Theophanu gepland, waarin Beatrix Capet een belangrijke rol speelde.
De jonge koning kwam echter te sterven voor hij dit alles kon uitvoeren. Volgens Richerus stierf hij op 21 mei 987 aan een val van zijn paard tijdens een jachtpartij, terwijl Adhémar van Chabannes meent te weten dat hij door zijn echtgenote werd vergiftigd. Hij werd begraven in de kerk van de abdij Saint-Corneille in Compiègne.
Hugo Capet werd daarop tot koning gekozen en Emma trok zich terug uit het politieke leven.